# Jani Zhao
Jani Cristina Dai Zhao (Leiria, 19 de outubro de 1992) é uma atriz e modelo portuguesa de ascendência chinesa.

## Biografia
Nascida em Portugal, é filha de pai norte-americano, de ascendência chinesa, e de mãe chinesa macaense. Ela mudou-se pouco depois para a China, depois para os Estados Unidos e depois de volta a Portugal ainda com seis anos. Começou a carreira de modelo ainda jovem em Portugal, virando-se para a representação. Começou a carreira de atriz na novela infantil Floribella no papel da hippie Ashie em 2006. Em 2008 fez parte do elenco de Rebelde Way onde viveu a estudante Hoshi. Entre 2009 e 2010 participou em Sentimentos. Entre 2010 e 2011 em Morangos com Açúcar onde fazia o papel de Sandra e trabalhou no programa da SIC K, Pronto a Vestir. Reside em Lisboa.
Em 2015, Jani Zhao participou na telenovela angolana Jikulumessu da Televisão Pública de Angola (TPA2) escrita por Coréon Dú.
Em 2018, participou na novela Jogo Duplo da TVI como uma das antagonistas. Interpretou a personagem Susana Wang, uma assassina de uma tríade macaense que trabalhava sobre as ordens de um criminoso luso-chinês, Manuel Qiang. Este papel trouxe-lhe reconhecimento uma vez que, juntamente com a sua colega Anna Eremin interpretou cenas românticas homossexuais chamando assim alguma atenção para este tema e para sua importância.
Em 2023, interpretou no famoso filme Aquaman e o Reino Perdido, a destemida Stingray.

## Filmografia

### Televisão
| Ano         | Projeto                 | Papel              | Notas            | Canal |
| ----------- | ----------------------- | ------------------ | ---------------- | ----- |
| 2007        | Floribella              | Ashie              | Elenco Adicional | SIC   |
| 2008 - 2008 | Rebelde Way             | Hoshi Kyoko        | Elenco Principal | SIC   |
| 2010        | Pronto-a-Vestir         | Ela Própria        | Apresentadora    | SIC K |
| 2009 - 2010 | Sentimentos             | Thai Correia Huau  | Elenco Principal | TVI   |
| 2010 - 2011 | Morangos com Açúcar     | Sandra Chung       | Elenco Principal | TVI   |
| 2012 - 2013 | Dancin' Days            | Yang               | Elenco Adicional | SIC   |
| 2014 - 2015 | Jikulumessu             | Lao Kim            | Elenco Principal | TPA   |
| 2015 - 2016 | Coração d'Ouro          | Marta              | Elenco Adicional | SIC   |
| 2016        | Os Boys                 |                    |                  | RTP1  |
| 2017        | Sim, Chef!              | Tânia              | Elenco Principal | RTP1  |
| 2017 - 2018 | Jogo Duplo              | Susana Wang        | Antagonista      | TVI   |
| 2019        | Sul                     | Alice              | Elenco Principal | RTP1  |
| 2019 - 2020 | Patrulha da Noite       | Várias Personagens | Elenco Principal | RTP1  |
| 2020        | O Mundo Não Acaba Assim |                    | 2 episódios      | RTP1  |
| 2021        | Capitães do Açúcar      | Júlia Andorinho    | 7 episódios      | RTP1  |

### Cinema (Curtas)
| 2012 | Lickanthrope |
| 2014 | Taprobana    |
| 2014 | O Retrato    |
| 2015 | Catleia      |
| 2016 | Kuru         |
| 2018 | California   |
| 2021 | Hotel Royal  |

### Cinema (Longas)
| 2014 | Nirvana - O Filme            |
| 2016 | A Canção de Lisboa           |
| 2017 | Peregrinação                 |
| 2018 | Cabaret Maxime               |
| 2021 | Biscoito da Fortuna          |
| 2022 | Aquaman and the Lost Kingdom |